# Narteks

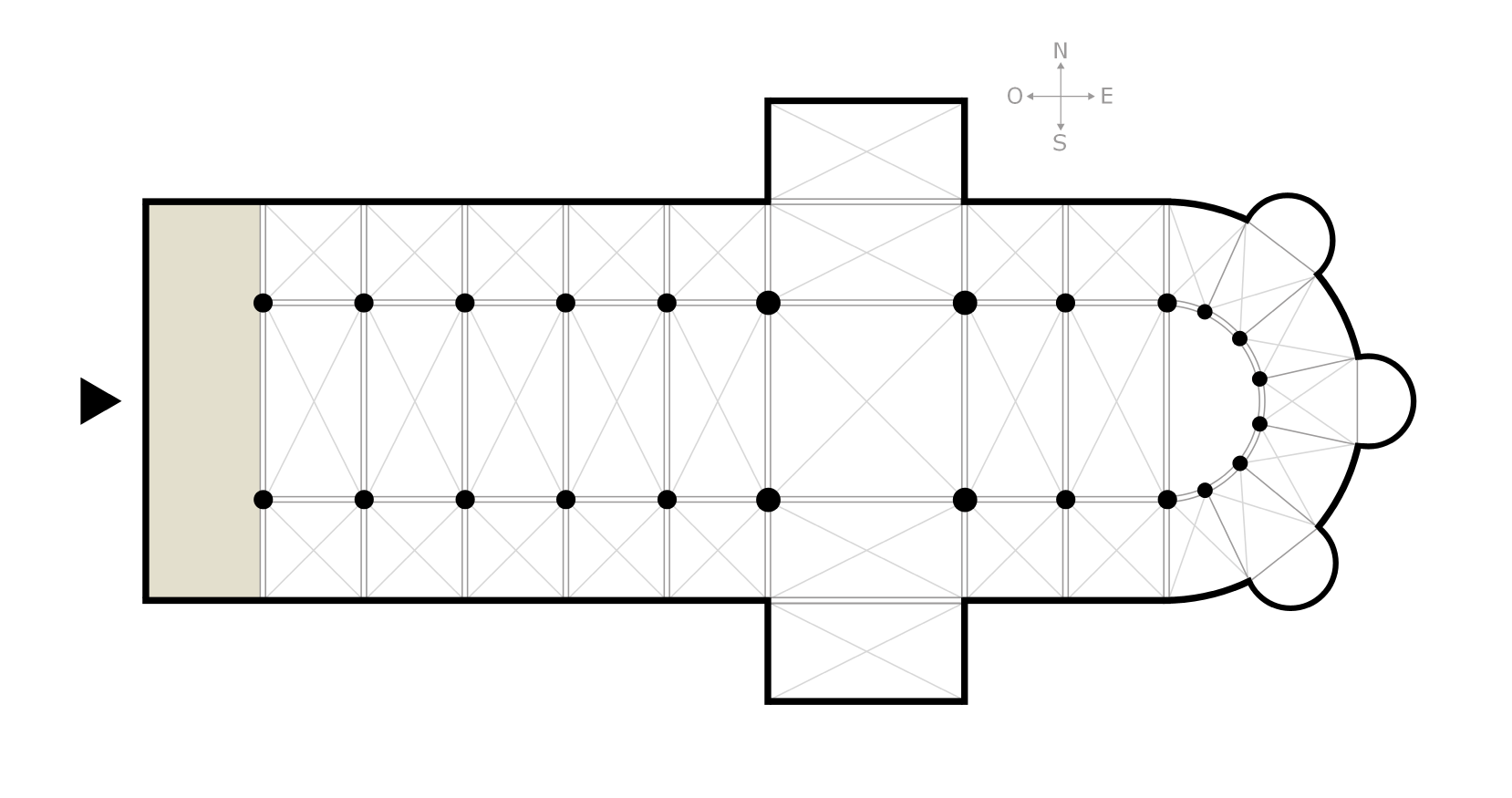
Rzut kościoła z zaznaczonym narteksem

Narteks (dawniej też narthex lub nartex) – w architekturze wczesnochrześcijańskiej, bizantyjskiej oraz w okresie wczesnośredniowiecznym: kryty przedsionek przy przedniej (frontowej) ścianie kościoła.
Narteks powstał z podcienia otaczającego dziedziniec przed kościołem. W związku z tym w pierwotnej formie składał się z dwóch części: exonartex stanowił część otwartą na zewnątrz, przypominającą portyk, natomiast esonartex znajdował się wewnątrz budowli, jak np. w bazylice św. Ambrożego w Mediolanie. Przeznaczony był przede wszystkim dla katechumenów i pokutników. W architekturze romańskiej został przekształcony w kruchtę.